# Daario Naharis
Daario Naharis es un personaje ficticio de la saga de libros Canción de hielo y fuego, del escritor George R.R. Martin. Hace su primera aparición en el tercer volumen de la saga, Tormenta de espadas. En la adaptación televisiva Juego de Tronos es interpretado por dos actores, Ed Skrein y Michiel Huisman, el primero durante la tercera temporada y el segundo de la cuarta en adelante.
Daario Naharis es uno de los comandantes de la compañía mercenaria de los Cuervos de la Tormenta. Daario, sintiéndose atraído por Daenerys Targaryen, decide traicionar a sus camaradas y poner la compañía al servicio de khaleesi. Posteriormente se convertirá en uno de sus consejeros de confianza, además de en su amante.

## Concepción y diseño
Daario Naharis es representado como un hombre de extravagante aspecto; tiene el cabello teñido de color azul, bigotes y una barba dividida en tres partes teñidos del mismo color, viste siempre con prendas de colores llamativos, porta un estilete y un arakh Dothraki cuyas empuñaduras son mujeres desnudas, y posee un diente de oro. Actúa siempre con una actitud cortés, atrevida y presuntuosa. Pese a su fachada, el propio personaje de Daenerys reconoce que es un mercenario sin escrúpulos.
En la adaptación televisiva su diseño es representado de forma más «mundana» y no tan llamativa, aunque se sigue manteniendo una personalidad arrogante, seductora y cortés. Por otro lado se le intentó maquillar la actitud inescrupulosa que mantiene en los libros, otorgándosele un sucedáneo de código de honor. También se modifica el hecho de que en la adaptación no es el comandante de los Cuervos de la Tormenta (esta compañía es omitida), sino que se lo hace un teniente de la compañía mercenaria de los Segundos Hijos

## Historia

### Tormenta de espadas
Daario es uno de los comandantes de la compañía mercenaria de los Cuervos de la Tormenta, contratada por la ciudad de Yunkai para defenderse de las tropas de Daenerys Targaryen. Cuando los comandantes parlamentan con Daenerys, Daario es el único de los tres que se ve tentado de aceptar la oferta de Daenerys de unirse a su bando. En respuesta a esto, Daario elimina a los otros dos capitanes, Prendahl na Gazen y Sallor el Bravo, y decide aliar a los Cuervos de la Tormenta con Daenerys.
La defección de los Cuervos de la Tormenta (entre otros motivos), causa que Yunkai decida rendirse ante Daenerys, la cual toma control de la ciudad.

### Danza de dragones
Daario se convierte en uno de los consejeros más cercanos de Daenerys, además de en su amante. Barristan Selmy no ve con buenos ojos la relación que mantienen ambos, pues cree que Daario es una mala influencia para ella. Daario le sugiere a Daenerys que se case con Hizdahr zo Loraq y después elimine a todos los nobles de Meereen cuya lealtad sea dudosa; dicho plan horroriza a Daenerys, que se niega a llevarlo a cabo.
Tras el matrimonio de Daenerys con Hizdahr, Daario adopta una actitud fría con ella, negándose a mantener relaciones íntimas con ella, lo que hace que Daenerys mantenga una dependencia afectiva respecto a él.
Daario es enviado como embajador a las tierras de Lhazar, con el objetivo de restaurar las rutas comerciales entre Meereen y Lhazar. Posteriormente es enviado como rehén a Yunkai para asegurar las intenciones de Daenerys de mantener la paz. Cuando ella desaparece a lomos de Drogon, Yunkai rehúsa liberar a Daario y los demás rehenes hasta que los otros dragones restantes sean eliminados.

## Adaptación televisiva

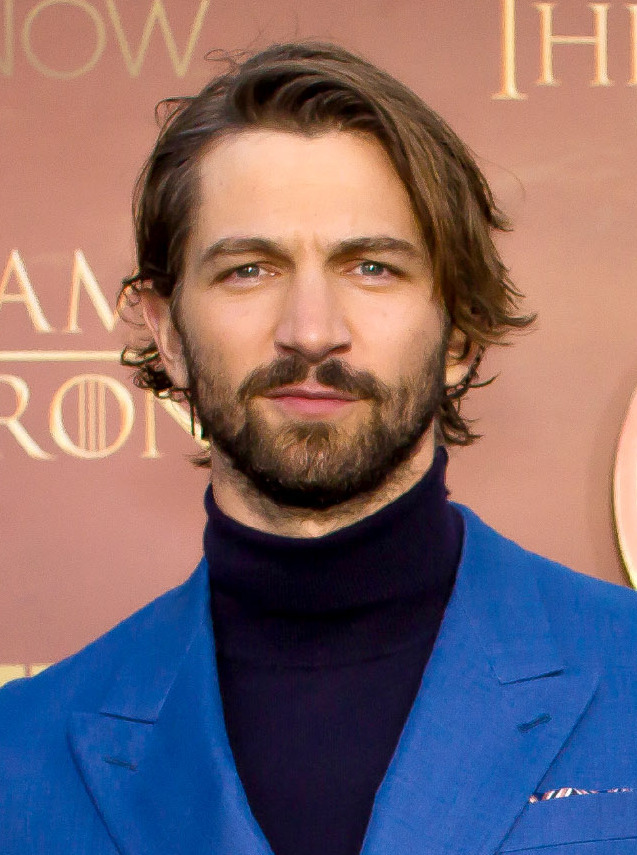
Michiel Huisman interpreta a Daario Naharis de la cuarta temporada en adelante

### Tercera temporada
Daario Naharis hace su debut en el octavo episodio de la tercera temporada, Los segundos hijos, interpretado por el actor Ed Skrein.
Daario es uno de los capitanes de los Segundos Hijos que parlamentan con Daenerys Targaryen (Emilia Clarke) para que abandonen a Yunkai y se unan a ella. Daario es el único de los capitanes que se muestra dispuesto a ello.
Daario discute con sus dos camaradas, Mero y Prendahl, sobre qué hacer. Ambos deciden asesinar a Daenerys, y Daario es el elegido por sorteo para infiltrarse en su campamento y matarla. Daario logra llegar hasta la tienda de Daenerys cuando ésta se encontraba dándose un baño; amenaza con un cuchillo a Missandei (Nathalie Emmanuel) y a continuación le presenta las cabezas de Mero y Prendahl. Daario le jura entonces su lealtad, su espada, su amor y su corazón a Daenerys.
En el ataque sobre Yunkai, Daario es elegido junto a Gusano Gris (Jacob Anderson) y Ser Jorah Mormont (Iain Glen) para infiltrarse en la ciudad. El plan resulta ser un éxito y la ciudad es conquistada, provocando que los esclavos sean liberados.

### Cuarta temporada
En esta temporada, el actor que interpreta al personaje es reemplazado por Michiel Huisman.
Daenerys y su ejército llegan a las puertas de la ciudad de Meereen. La ciudad envía a un campeón para que se bata en duelo con otro que represente a Daenerys. Daario se ofrece como campeón, derrotando al meereeno con suma facilidad. Como ofensa, Daario orina frente a las puertas de la ciudad y a la vista de los nobles esclavistas.
Ya con el control de Meereen, Daario continúa con su actitud seductora hacia Daenerys. En un principio, ella se mostraba recelosa de sus intentos de seducción, pero finalmente termina convirtiéndolo en su amante.
Debido a que la ciudad de Yunkai ha decidido rebelarse contra el reinado de Daenerys, ella decide enviar a Daario y sus Segundos Hijos como embajadores a Yunkai.

### Quinta temporada
Daario regresa triunfante de Yunkai y se convierte en el más cercano consejero de Daenerys junto a Ser Barristan Selmy (Ian McElhinney) y la joven Missandei.
En una de las escenas que mantiene junto a Daenerys, Daario le revela que nació siendo un esclavo y que siendo niño fue vendido para pelear en los reñideros (recintos típicos de la Bahía de los Esclavos donde gladiadores se baten hasta la muerte); habiéndose convertido en un gran guerrero, su amo lo liberó y se unió a los Segundos Hijos. Por esto, Daario se muestra partidario de que ella reabra los reñideros.
Tras la muerte de Ser Barristan, Daario sugiere apresar a los cabezas de las grandes familias de Meereen, quienes creen que lideran a los Hijos de la Arpía (rebeldes que se oponen al gobierno de Daenerys). Daario también cree que debería ejecutarlos como forma de escarmiento para los demás.
Daario asiste a la gran inauguración de los reñideros en Meereen. El evento resultó ser una gran trampa tendida por los Hijos de la Arpía, que comenzaron a matar a los Inmaculados de Daenerys y a multitud de asistentes. Daario es, junto al retornado Ser Jorah, el encargado de proteger a Daenerys. La situación es resuelta gracias a la llegada de Drogon, sobre el que Daenerys se marcha volando.
Sin Daenerys, Tyrion Lannister (Peter Dinklage) se encargará de gobernar en su ausencia con ayuda de Gusano Gris y Missandei, mientras que él y Ser Jorah partirán para ir en busca de la Madre de Dragones.

### Sexta temporada
Daario y Jorah continúan avanzando a través del vasto Mar Dothraki buscando el rastro de Daenerys. Daario admite que ambos se han convertido en amantes, y detecta que Jorah está enamorado de ella. Jorah también le revela que padece la psoriagrís, una enfermedad extremadamente contagiosa que se apodera del cuerpo poco a poco.
Tras descubrir que Daenerys ha sido capturada por un khalasar y llevada a Vaes Dothrak, ambos trazan un plan para liberarla. Tras infiltrarse desarmados en Vaes Dothrak como mercaderes, su tapadera queda al descubierto frente a dos guerreros Dothraki. Jorah está a punto de ser eliminado por uno de ellos, cuando Daario revela que aún mantiene su estilete, con el cual los elimina. Finalmente localizan a Daenerys, la cual quema vivos a los principales khals y emerge ilesa de las llamas, tal y como hizo antaño, lo que provoca que los Dothraki le juren lealtad.
Mientras que Daario parte junto con ella de regreso a Meereen, Jorah parte con rumbo desconocido después de ser perdonado por Daenerys; Daario se compadece del desventurado caballero, del que se sabe que muy probablemente le aguarda una muerte lenta y penosa.
Daario dirige la carga de los Dothraki sobre las puertas de Meereen, que se hallaban bajo asedio de los Grandes Amos (la alianza de las ciudades esclavistas de Astapor y Yunkai con el apoyo de Volantis).
En el final de temporada, Daenerys decide dejar a cargo Meereen a Daario para mantener la paz, y zarpa junto con su corte y sus dragones.